# Florian Naß
Florian Naß (* 15. Mai 1968 in Frankfurt am Main) ist ein deutscher Sportjournalist. Er arbeitet als Kommentator für die ARD und den Hessischen Rundfunk und ist dort vor allem als langjähriger Kommentator im Handball und bei der Tour de France bekannt.

## Leben und Wirken
Naß spielte als Jugendlicher selbst Handball. Nach dem Abitur begann er ein Studium in Sportwissenschaften an der Goethe-Universität Frankfurt und kam 1990 als Freier Mitarbeiter zum Hessischen Rundfunk. Er kommentiert insbesondere die Sportarten Fußball, Handball und Radsport.
Für die ARD begleitet er die Tour de France ab dem Jahre 1997 und ist dort seit 2006 Live-Kommentator. Im Jahr 2011 war er mit der Übertragung des Frankfurt-Marathons für den Deutschen Fernsehpreis nominiert. Er war zudem Kommentator bei sechs Olympischen Spielen.
Florian Naß kommentiert seit vielen Jahren die in der ARD übertragenen Handballspiele und somit alle jährlich abwechselnden Handball-Weltmeisterschaften und -Europameisterschaften. Bei der Handball-Weltmeisterschaft 2007 und bei der Handball-Europameisterschaft 2016 begleitete er die deutsche Mannschaft für die ARD jeweils zum Titelgewinn und saß bei beiden Ereignissen während der Übertragung des Endspiels am Mikrofon.
Seit dem Saisonstart 2023/24 kommentiert Florian Naß die Spiele der Handball-Bundesliga der Männer und Frauen auf Dyn.
Bei der Fußball-Weltmeisterschaft 2018 in Russland und bei der Fußball-Europameisterschaft 2021 kommentierte Naß ebenfalls Spiele für die ARD.
Am 11. November 2021 spielte Naß sich selbst in der 15. Episode der Satiresendung Kroymann.

## Privates
Florian Naß wohnt in Ober-Mörlen, ist verheiratet und hat zwei Kinder.